# Amadeu Maristany i Oliver
Amadeu Maristany i Oliver (el Masnou, 1877 – Barcelona, 4 de març de 1954) fou un industrial català.

## Biografia
Era membre d'una família acomodada masnovina dedicada al comerç de vins amb terres a Vilafranca del Penedès i anteriorment al comerç d'esclaus africans a l'Amèrica del Nord i Cuba. Era germà de l'industrial i polític Pere Guerau Maristany i Oliver. L'any 1900 es casà amb Maria Cleofé Vidal-Ribas Güell, de la família d'en Josep Vidal-Ribas, també de coneguda tradició esclavista. Membre de la Cambra Oficial de Comerç i Navegació de Barcelona des de 1918, el 1938 en fou nomenat president per la Junta Tècnica de l'Estat, càrrec que ocupà fins a la seva mort. Aprofità el càrrec per a impulsar novament l'activitat de la Fira de Mostres de Barcelona, de la que també n'havia estat president, i formà part de la comissió que actuà com a mitjancera en la vaga de tramvies de 1951.
Entre altres càrrecs, fou president del Reial Club Nàutic de Barcelona, vocal de la Junta d'Obres del Port de Barcelona i de l'Instituto Nacional de Previsión.
Al cementiri del Masnou, s'hi va construir un panteó, l'any 1908, obra de l'arquitecte Bonaventura Bassegoda i Amigó.